# Cratere Eilat
Eilat  è un cratere sulla superficie di Marte.